# Texugo-europeu
O texugo-europeu (Meles meles), também conhecido como texugo-euroasiático, é um mamífero mustelídeo indígena da maior parte da Europa e de muitas áreas da Ásia. É uma das três espécies do género Meles. A nível nacional e global é considerada uma espécie Pouco Preocupante (LC)
As subspécies comumente aceitas são: 
- Meles meles meles (Europa Ocidental),

- Meles meles marianensis (Espanha e Portugal)

## Proteção Legal
Convenção de Berna (anexo III)

## História Evolutiva
O registo fóssil indicia que este grupo de mustelídeos evoluiu a partir de ancestrais semelhantes a martas e fuinhas (Gén. Martes), que no Terciário (há 65 – 2 milhões de anos) diferenciaram-se, apresentando uma evolução na dentição em direcção à omnivoria (importância crescente dos dentes tuberculados atrás das mandíbulas e redução dos dentes carniceiros cortantes). No começo do Pleistocénico (a partir de 1,8 milhões de anos) a Europa assistiu ao aparecimento de texugos semelhantes às espécies actuais, vindos da Ásia, havendo numerosos restos fósseis de animais deste período (por exemplo, Meles thorali).

## Morfologia

### Morfologia Externa
O texugo é um carnívoro de médio porte. Tem focinho alongado e cabeça pequena relativamente ao corpo, que é robusto, arredondado e de coloração cinzenta no dorso e negra no ventre e patas. A cauda é curta, cinzenta e com a ponta branca. As patas são curtas e poderosas com cinco dedos, munidos de garras fortes, pouco curvas e não retrácteis, sendo especialmente potentes e afiadas as das patas anteriores, que utiliza na escavação das tocas.

A característica que mais o distingue são as duas riscas negras longitudinais, que escondem os seus pequenos olhos, em ambos os lados da cabeça, que é branca. As orelhas são pequenas, pretas, com as pontas brancas. Podem ocorrer animais albinos, melânicos e outros com uma cor avermelhada.

### Dimorfismo sexual
A espécie apresenta um dimorfismo sexual pouco acentuado, sendo o macho significativamente maior. O texugo mede entre 67 e 80 cm de comprimento e a cauda entre 11 e 19 cm. Em Inglaterra, os machos pesam em média 12 kg (há registos de texugos com 18 kg) e as fêmeas 11 kg, variando normalmente o seu peso ao longo do ano (são mais pesados no final do Verão). Em Espanha, os texugos não ultrapassam os 10 kg e os dados existentes em Portugal apontam para uma situação semelhante.

## Ecologia

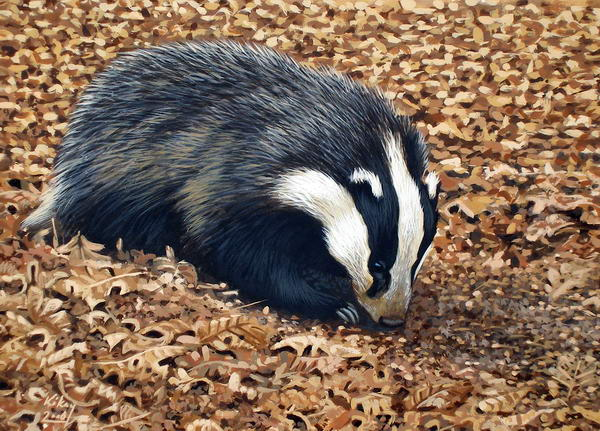
Espécime da espécie Meles meles

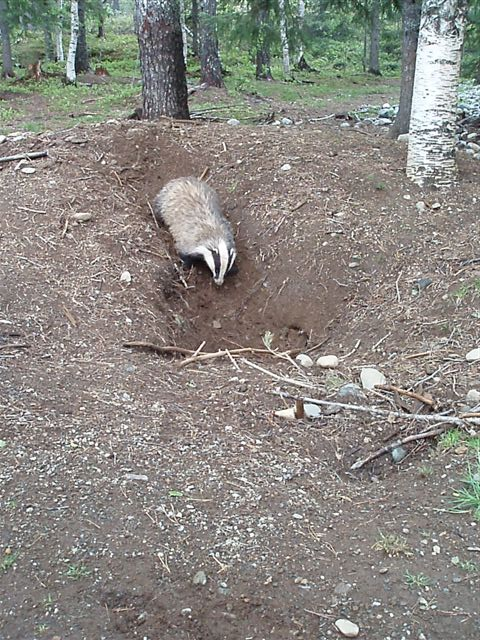
Indivíduo da espécie Meles meles na entrada de uma rede de túneis

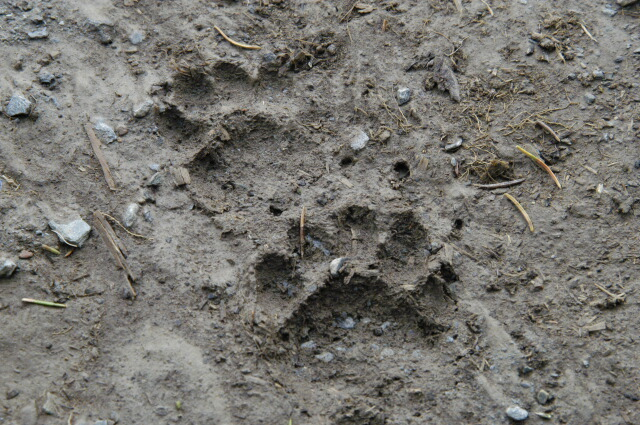
Fotografia de pegadas de Meles meles

### Habitat
O texugo pode habitar em áreas muito diferentes. Os texugos são mais abundantes em zonas com algum relevo e heterogêneas do ponto de vista paisagístico, com grande variedade de biótopos (como florestas caducifólias e mistas, matagais, sebes e terrenos agrícolas, margens de ribeiros) que lhes proporcionam uma maior disponibilidade de recursos e abrigos. No entanto, desde que tenha uma cobertura adequada e um tipo de solo em que o animal possa escavar até uma grande profundidade, qualquer local é propício para esta espécie.

O texugo vive em complexos de tocas (ou texugueiras) escavados por ele, que consistem num sistema de túneis com várias câmaras em diferentes níveis. Estes túneis desembocam na superfície em aberturas que têm normalmente um monte de terra à sua frente (proveniente da escavação dos túneis). O número de entradas varia, podendo ser um complexo com centenas de metros de comprimento e multiplas câmaras subterrâneas .

### Atividade

Video de um espécime da espécie Meles meles à noite

O texugo é um animal geralmente solitário  e de hábitos nocturnos, saindo do complexo normalmente um pouco antes do pôr do sol. A sua saída das tocas é feita com extrema cautela, analisando o meio envolvente através do olfacto extremamente desenvolvido, bastando sentir um odor estranho para voltar ao interior do complexo. Quando saem, as crias costumam ficar junto às tocas onde efectuam pequenas brincadeiras, que desempenham um papel muito importante na aprendizagem das crias, ao nível da caça e de fuga de inimigos.

O seu comportamento dentro dos tuneis é pouco conhecido, mas sabe-se que geralmente possuem mais do que uma rede de tuneis, tendo uma principal muito maior, com maior numero de câmaras, ninhos, e latrinas. Pouco se sabe o porquê da grandeza e grande complexidade destes túneis . 
Após o Outono, o texugo inicia o seu sono invernal de várias semanas ou meses (que não é uma hibernação), durante o qual não abandonará o seu abrigo, sobrevivendo graças ao panículo adiposo que se foi formando no Outono.

### Reprodução
O texugo pode reproduzir-se durante todo o ano. No entanto, acasala, sobretudo, entre Fevereiro e Abril ou entre Julho e Setembro. Os casais reprodutores mantêm-se juntos durante o ano todo.

Devido à implantação retardada (o ovo, embora fertilizado, só se implanta no útero alguns meses depois da fecundação (3 a 10 meses)) a verdadeira gestação é de 7 semanas (cerca de 50 dias) e as crias geralmente nascem entre  meados de Janeiro e  Abril. A fêmea é, novamente, fertilizada pouco tempo depois do parto, ocorrendo nova gestação no ano seguinte.

A ninhada pode ter entre 1 e 5 crias (mas, geralmente, nascem 2 ou 3) e estas só saem das tocas ao fim de cerca de 8 semanas, estando dependentes da mãe até ao Outono e, por vezes, até ao primeiro Inverno. 

Os machos atingem a maturidade sexual entre 1 e 2 anos de idade e as fêmeas entre 1 ano e 15 meses de idade.

### Comunicação
É comum ocorrer a marcação utilizando uma glândula subcaudal, e um comportamento territorial associado à formação das latrinas; ainda é comum observar comportamento de escavação que parece estar associado com a reprodução..

### Indícios de presença
Os indícios de presença são a forma mais fácil de verificar a sua existência num determinado local. A pegada do texugo é constituída por uma grande almofada, 5 pequenas marcas de dedos e pelas marcas das garras alguns centímetros à frente destes. 

A existência de latrinas (conjunto de pequenos buracos escavados, com dejetos negros, cilíndricos e uniformes) também é outra característica que indicia a presença desta espécie .

### Inimigos naturais
Os predadores naturais do texugo são a raposa, o gato-bravo e as aves de rapina noturnas e diurnas.

### Alimentação
Embora a sua dentição seja característica de um carnívoro, o texugo é um animal omnívoro e oportunista. Alimenta-se, sobretudo, de frutos (peras, azeitonas, bolotas, nêsperas, ameixas e figos), bolbos e artrópodes (principalmente insectos; os grilos, os escaravelhos e as larvas são os preferidos). Ocasionalmente, consome micromamíferos (especialmente ratos e musaranhos), e também anelídeos, moluscos, anfíbios, répteis e aves. Durante o Inverno e a Primavera existe um grande consumo de artrópodes, já no Verão o texugo consome mais frutos e vegetais.

### Longevidade
A longevidade média do texugo é de 2 anos, já que apenas 50% das crias sobrevive ao 1º ano de vida e a mortalidade média nos machos (mais elevada que nas fêmeas) é de cerca de 30%.

O texugo pode viver até aos 14 anos no estado selvagem e até aos 16 em cativeiro.

## Distribuição
Meles meles habita toda a Eurásia temperada, exceptuando o Norte da Escandinávia e da Rússia. Está, inclusive, presente nalgumas ilhas do Mediterrâneo (ex: Creta).

Em Portugal, a espécie existe em todo o território continental, sendo considerada relativamente abundante, apesar da escassez de informação biológica e ecológica sobre a sua situação no nosso país.

## Factores de Ameaça
- Acidentes de tráfego [7]
- Destruição e fragmentação do habitat (construção de vias rodoviárias[7], desflorestação, etc.)
- Perseguição (caça furtiva ou envenenamento acidental ou propositado)
- Escassez de informação biológica e ecológica

## Medidas de conservação
- Realização de passagens alternativas para a fauna nas infra-estruturas viárias
- Controlo da caça furtiva (proíbida em Portugal desde 1986)